# Torre Val de San Pedro
Torre Val de San Pedro è un comune spagnolo di 189 abitanti situato nella comunità autonoma di Castiglia e León.